# Les Hauts-Geneveys
Les Hauts-Geneveys es una localidad y antigua comuna suiza del cantón de Neuchâtel, situada en el distrito de Val-de-Ruz. Desde el 1 de enero de 2013 hace parte de la comuna de Val-de-Ruz.

## Historia
La localidad fue mencionada por primera vez en 1342 como Geneveis sus Fontannes. En 1599 fue mencionado como Haultz Geneveys. La comuna mantuvo su autonomía hasta el 31 de diciembre de 2012. El 1 de enero de 2013 pasó a ser una localidad de la comuna de Val-de-Ruz, tras la fusión de las antiguas comunas de Boudevilliers, Cernier, Chézard-Saint-Martin, Coffrane, Dombresson, Engollon, Fenin-Vilars-Saules, Fontainemelon, Fontaines, Les Geneveys-sur-Coffrane, Les Hauts-Geneveys, Montmollin, Le Pâquier, Savagnier y Villiers.

## Geografía
La antigua comuna limitaba al norte y sureste con Fontaines, al noreste con Fontainemelon, al sur con Boudevilliers, y al oeste con La Sagne.

## Demografía
En la siguiente tabla se muestra la evolución de la población histórica de la comuna:

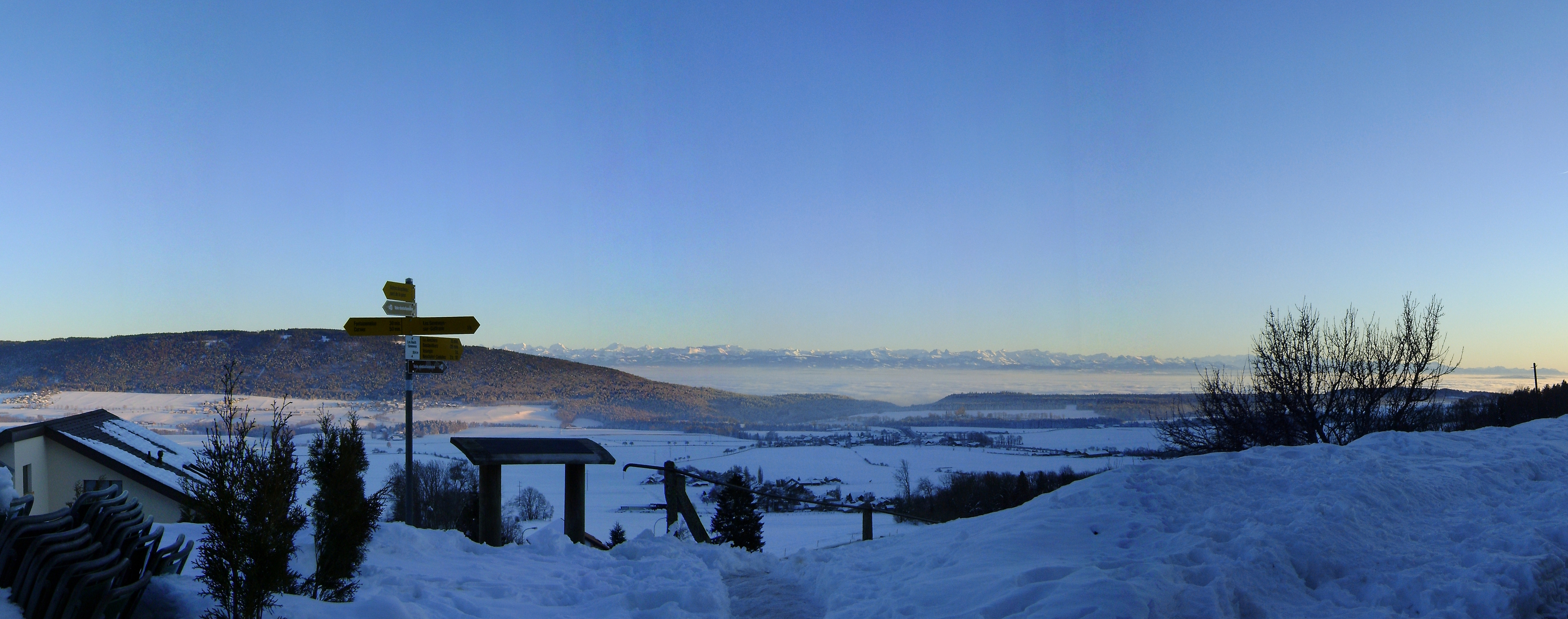
Les Hauts-Geneveys.